# Acacia alpina
Acacia alpina — вид квіткових рослин з родини бобових, що зростає в Австралії: Новий Південний Уельс, Вікторія, Столична територія Австралії. Росте часто в гранітних і продуваних вітрами областях і іноді утворює густі зарості; на висотах 1300–1800 метрів. Це прямовисний або розлогий кущ або дерево з яйцеподібними або широкояйцеподібними філодіями (черешки, що виконують фотосинтетичну функцію) з вузьким кінцем до основи, квітками, розташованими в 1 або 2 кистях в пазухах філодіїв, кожна з циліндричними або довгастими, зазвичай блідо-жовтими квітками, і з стручками завдовжки 30–80 мм.
Цей вид є близьким родичем Acacia phlebophylla, і ці два види схильні до гібридизації. Його часто можна зустріти в альпійських і субальпійських районах Австралії.

## Морфологічний опис

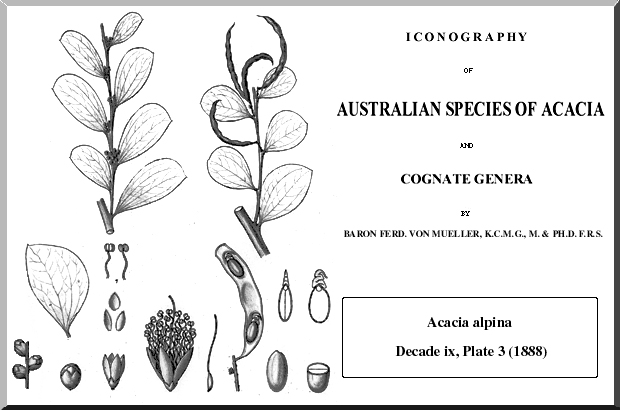

Acacia alpina — це прямовисний або розлогий кущ, який зазвичай досягає 1–2 метри у висоту і до 10 метрів у ширину. Філодії яйцеподібні, широкояйцеподібні або більш-менш округлі та асиметричні, 15–35 мм завдовжки та 8–25 мм завширшки. Біля основи філодія є D-подібний прилисток, але він відпадає в міру розвитку філодія.
Квітки зазвичай блідо-жовті, розташовані в 1 або 2 циліндричних або довгастих колосах завдовжки 5–15 мм у пазухах філодіїв, кожен колос із кількома квітками на квітконосі завдовжки 1–3 мм. Цвіте в основному з жовтня по листопад. Плід — тонкостінний, плавно вигнутий або згорнутий стручок 30—80 мм завдовжки і 3—6 мм завширшки, містить вузькоеліптичне насіння 3.5—5 мм завдовжки.